# Music & Me
Music & Me (englisch für: „Musik und ich“) ist das dritte Soloalbum des US-amerikanischen Sängers Michael Jackson. Es wurde im April 1973 von Motown veröffentlicht. In den USA wurden nur 80.000 Alben verkauft, das entspricht einem Viertel der Verkaufszahlen des Vorgängers. Das Album wurde 2009 als Teil der Compilation Hello World: The Motown Solo Collection neu veröffentlicht.

## Hintergrund
Das Album wurde während einer schwierigen Phase der Karriere Jacksons veröffentlicht. Dieser war zu dem Zeitpunkt 14 Jahre alt. Seine Stimme begann sich zu verändern. Zudem veränderte sich auch die Musiklandschaft zu der Zeit. Inspiriert von anderen Motown-Musikern wie Marvin Gaye und Stevie Wonder wollte Jackson seine eigenen Kompositionen auf dem Album veröffentlichen. Das Label jedoch erlaubte ihm dies nicht.
Obwohl auf dem Cover des Albums ein Bild von Jackson mit einer akustischen Gitarre zu sehen ist, spielt er kein Instrument auf dem Album. Jackson erklärte später seinem Vater Joseph Jackson seine Frustration darüber. Dieser arbeitete später daran, den Vertrag von Michael und seinen Brüdern mit Motown aufzulösen und einen lukrativen Vertrag mit Epic Records auszuhandeln.
Nach der Veröffentlichung dauerte es zwei Jahre, bis Michael Jackson seine nächste Platte, Forever, Michael, veröffentlichte, da seine Stimme mittlerweile deutlich reifer geworden war.

## Titelliste
1. With a Child’s Heart (Vicky Basemore, Henry Cosby, Sylvia Moy) – 3:29
2. Up Again (Freddie Perren, Christine Yarian) – 2:50
3. All the Things You Are (Oscar Hammerstein II, Jerome Kern) – 2:59
4. Happy (Michel Legrand, Smokey Robinson) – 3:25
5. Too Young (Sidney Lippman, Sylvia Dee) – 3:38
6. Doggin’ Around (Lena Agree) – 2:52
7. Johnny Raven (Billy Page) – 3:33
8. Euphoria (Leon Ware, Jacqueline Hilliard) – 2:50
9. Morning Glow (Stephen Schwartz) – 3:37
10. Music & Me (Mike Cannon, Don Fenceton, Mel Larson, Jerry Marcellino) – 2:38

## Chartplatzierungen
Da Jackson damals auf einer Welttournee mit den Jackson 5 war, gab es nur wenig Promotion für das Album. Das Stevie-Wonder-Cover With a Child’s Heart wurde als Single in den USA veröffentlicht. Dort erreichte es die Platz 14 in den R&B-Singles-Charts und Platz 50 in den Billboard 200. Weltweit wurden rund 341.000 Stück der Single verkauft. In den USA waren es rund 174.000. Zwei weitere Songs, namentlich Music and Me und Morning Glow, wurden in Großbritannien als Singles veröffentlicht. Beide schafften es jedoch nicht, in die Hitparade einzusteigen. Music and Me wurde gut 12.400 Mal verkauft. Morning Glow erreichte etwa 15.400 verkaufte Exemplare.
Ein weiterer Track namens Too Young wurde in Italien veröffentlicht, während der Track Happy in Australien ausgekoppelt wurde. Doggin’ Around erschien in Holland als eine limitierte Single. Sie hätte auch in den USA ausgekoppelt werden sollen, doch dies wurde dann im Januar 1974 abgesagt. So verkaufte sich die Single nur etwa 5000 Mal. Erst viele Jahre nach der Veröffentlichung des Albums wurde Happy in Großbritannien nochmals veröffentlicht, um Motowns Kompilation 18 Greatest Hits zu unterstützen, die 1992 Platz 53 der englischen Charts erreichte. Zuvor war dieses Lied bereits 1981 in Frankreich ausgekoppelt worden.

## Kompilation
Music & Me wird manchmal mit dem gleichnamigen Michael-Jackson-Sampler aus dem Jahre 1982 verwechselt. Diese Kompilation enthält alle Songs von diesem Album (außer Doggin’ Around) und ein paar Titel von anderen Jackson-Alben aus der Motown-Zeit.
Titelliste
1. Rockin’ Robin (von Got to Be There)
2. Johnny Raven
3. Shoo-Be-Doo-Be-Doo-Da-Day (von Ben)
4. Happy
5. Too Young
6. Up Again
7. With a Child’s Heart
8. Ain’t No Sunshine (von Got to Be There)
9. Euphoria
10. Morning Glow
11. Music and Me
12. All the Things You Are
13. Cinderella Stay Awhile (von Forever, Michael)
14. We’ve Got Forever (von Forever, Michael)